# Ђовани XXIII (Виченца)
Ђовани XXIII је насеље у Италији у округу Виченца, региону Венето.
Према процени из 2011. у насељу је живело 231 становника. Насеље се налази на надморској висини од 123 м.